# Filchnerklippen
Die Filchnerklippen sind eine Gruppe felsiger und zum Teil vom Meer überspülter Klippen vor dem südöstlichen Ende Südgeorgiens. Sie liegen 6 km nordöstlich des Kap Vahsel.
Der britische Seefahrer James Cook entdeckte die Klippen 1775 auf seiner Zweiten Südseereise (1772–1775). Teilnehmer der Zweiten Deutschen Antarktisexpedition (1911–1912) kartierten sie und benannten sie nach dem Expeditionsleiter Wilhelm Filchner (1877–1957).